# Jüri Jaakson
Jüri Jaakson (ur. 16 stycznia 1870 w Uue-Võidu, zm. 20 kwietnia 1942 w Soswie koło Swierdłowska) – estoński prawnik i polityk, głowa państwa (1924–1925), prezes Banku Estonii (1926–1940).

## Życiorys
Studiował na Uniwersytecie w Dorpacie w latach 1892–1896, po czym pracował jako prawnik w Viljandi i Rydze. W czasie I wojny światowej zasiadał w Zarządzie Banku Miejskiego Tallinna (Tallinna Linnapank).
W latach 1917–1918 był członkiem parlamentu estońskiego (Maapäev) i jego wiceprzewodniczącym. W 1918 odpowiadał za przejęcie przez Estonię majątku niemieckich władz okupacyjnych. W okresie 1918–1920 sprawował urząd ministra sprawiedliwości. Zasiadał w parlamentach Estonii I, II, III i IV kadencji (1920–1932).
Od grudnia 1924 do grudnia następnego roku pełnił funkcję głowy państwa. W latach 1926–1940 stał na czele Banku Estonii – jako jego prezes był członkiem Narodowej Rady Gospodarczej. W okresie dyktatury Konstantina Pätsa (1938–1940) zasiadał w Radzie Narodowej Estonii (Riiginõukogu) – wyższej izbie parlamentu.
Był założycielem wielu banków i towarzystw, m.in. Centralnego Towarzystwa Rolników Północnej Estonii oraz Rady Tallińskiego Związku Gospodarczego.
Został odznaczony m.in. estońskim Krzyżem Wolności I klasy (1920) oraz Orderem Krzyża Orła I klasy (1930).
Po włączeniu Estonii w skład ZSRR aresztowany przez funkcjonariuszy NKWD i skazany na karę śmierci za działalność antyradziecką. W 1942 wyrok wykonano.